# Simopteryx obliterata
Simopteryx obliterata är en fjärilsart som beskrevs av W. Warren 1904. Simopteryx obliterata ingår i släktet Simopteryx och familjen mätare. Inga underarter finns listade i Catalogue of Life.